# Plan B (Canada)
Pour les articles homonymes, voir Plan B (homonymie).
Le plan B est le nom donné à la stratégie du gouvernement fédéral à la suite du référendum de 1995 au Québec. Elle utilisait des outils politiques et judiciaires visant à éviter la tenue d'un troisième référendum sur l'indépendance du Québec et à garantir le statu quo canadien.
Le plan B a été désigné ainsi, car il ne visait pas à répondre aux demandes du Québec, mais plutôt à rendre plus difficile l'accession à la souveraineté de ce dernier. Par contraste, le « plan A » comprenait quelques mesures pour répondre aux attentes du Québec.
Le plan B a principalement été imaginé par le parti au pouvoir à l'époque, le Parti libéral du Canada. Une partie du plan a été l'objet d'un important scandale politique de l'histoire canadienne, le scandale des commandites.

## Contexte
En 1995, le gouvernement de Jacques Parizeau au pouvoir au Québec tient un référendum sur la souveraineté du Québec. Le référendum se tient le 30 octobre 1995 et se solde par une mince victoire des fédéralistes (50,6 % des voix).
À la suite de cette courte victoire, le gouvernement fédéral met sur pied une stratégie pour éviter la tenue d'un autre référendum et pour contrer l'idéologie souverainisme au Québec.

## Deux plans

### Plan A
Le plan A comprend quelques mesures pour répondre aux demandes traditionnelles des Québécois. Le gouvernement décide de reconnaître la nation québécoise et s'engage à ne pas appuyer de modification de la Constitution sans l'accord du Québec. En plus, le gouvernement fédéral se retire du champ de compétence de la formation de la main-d'œuvre.

### Plan B
Le plan B quant à lui comprenait des mesures qui visaient à freiner la possibilité pour le Québec de se séparer, en posant trois questions à la Cour suprême du Canada (Loi sur la clarté référendaire).
1.    Est-ce que le Québec, en vertu du droit international (droit des peuples à disposer d'eux-mêmes, etc.) peut déclarer unilatéralement son indépendance ? 
La réponse donnée par la Cour suprême du Canada: Non, le droit des peuples à disposer d’eux-mêmes est applicable uniquement à un peuple opprimé ou colonisé.
2.    Est-ce que le Québec, en vertu du droit constitutionnel canadien peut déclarer unilatéralement son indépendance ? 
La réponse donnée par la Cour suprême du Canada: Non, le Canada est une fédération, et non une confédération. Ceci étant dit, l'adhésion des provinces au Canada n'est pas fondée sur leur droit de retrait.
3.    S’il y a contradiction entre les réponses à ces deux questions, laquelle a primauté ?

## Les mesures judiciaires
La dimension judiciaire avec laquelle on cherche à diminuer la capacité du Québec de faire sécession, occupe une place essentielle dans le plan B. Le gouvernement du Canada, remettant en cause la légalité des démarches québécoises et le droit des peuples à disposer d'eux-mêmes, demande à la Cour suprême du Canada de se pencher sur la question afin de pouvoir mieux encadrer les démarches du Québec.

### Renvoi sur la sécession
Le gouvernement fédéral a utilisé la procédure de renvoi à la Cour suprême pour savoir si le Québec avait le droit de se séparer en vertu de la Constitution du Canada ou en vertu du droit international.

### La loi sur la clarté référendaire
Faisant suite au projet de loi C-341, présenté en 1996 par Stephen Harper, alors député réformiste, et au jugement de la Cour suprême du Canada, en 1998, sur le Renvoi relatif à la sécession du Québec, le député libéral Stéphane Dion dépose au début de 2000 la loi sur la clarté référendaire, adoptée le 29 juin 2000. Celle-ci exige une question claire lors d'un référendum et qu'elle soit appuyée par une « majorité claire ».

## Les mesures idéologiques

### Promotion du fédéralisme
Le gouvernement fédéral crée le Forum des fédérations, une organisation internationale visant à faire la promotion du fédéralisme.

### Le mouvement partitionniste
À la suite du référendum de 1995, les opposants de l'indépendance du Québec ont tenté de dissuader les Québécois de réaliser leur indépendance. La partition de certaines régions du Québec où se trouvent des populations anglophones hostiles à l'indépendance a été invoquée. 
Cette idée a été popularisée parmi les populations anglophones avec l'ancien premier ministre libéral Pierre Elliott Trudeau qui avait déclaré: « Si le Canada est divisible, le Québec l'est aussi. »

## Citations
- « Le match quasi nul du référendum du 30 octobre 1995, […] a provoqué un vent de panique au Canada anglais et dans les rangs des fédéralistes québécois […]. Au lieu de procéder à une réforme de la constitution canadienne […], ils ont haussé d'un cran leur intransigeance et leur stratégie d'intimidation. » - Denis Monière
- « Plus ça fera mal économiquement, plus l'appui à la souveraineté baissera. » - Stéphane Dion